# Hlinsko (ort i Tjeckien, Olomouc)
Hlinsko är en ort i Tjeckien.   Den ligger i regionen Olomouc, i den östra delen av landet, 240 km öster om huvudstaden Prag. Hlinsko ligger 288 meter över havet och antalet invånare är 202.
Terrängen runt Hlinsko är platt söderut, men norrut är den kuperad. Runt Hlinsko är det ganska tätbefolkat, med 124 invånare per kvadratkilometer. Närmaste större samhälle är Přerov, 10,2 km väster om Hlinsko. Trakten runt Hlinsko består till största delen av jordbruksmark.